# 野坂幸弘
野坂幸弘（のさか ゆきひろ、1937年 - ）は、日本の文学者。岩手大学名誉教授。北海道小樽市生まれ。

## 経歴
- 1961年 北海道大学文学部卒業
- 1965年 同大学院文学研究科博士課程中退後、北海道大学文学部助手
- 1969年 苫小牧駒澤短期大学国文科講師
- 1970年 岩手大学教育学部講師
- 1971年 同教育学部助教授
- 1979年 同教育学部教授
- 2001年 岩手大学停年退官。同名誉教授。北海学園大学人文学部教授・同大学院文学研究科教授
- 2008年 北海学園大学退職
- 2017年4月 瑞宝中綬章受章[1]

## 研究対象
日本の近代・現代文学で、特に伊藤整の文学論についてを研究

## 業績
- 『伊藤整の街と村』（〈雪明りの業書13〉北書房、1975年）
- 日本文学研究資料刊行会 編『有島武郎』（有精堂出版、1986年）
- 『「幽鬼の村」へ』岩手大学語文（大学・研究所等紀要 、1993年）
- 『伊藤整論』 （双文社出版、1995年）
- 『視覚の螺階　昭和文学私論』 （双文社出版、2001年）
- 『ふるさと文学さんぽ　北海道』（監修、大和書房、2013年）

## 門下生
- 田中綾 - 北海学園大学人文学部教授